# ロスドスカミノス駅

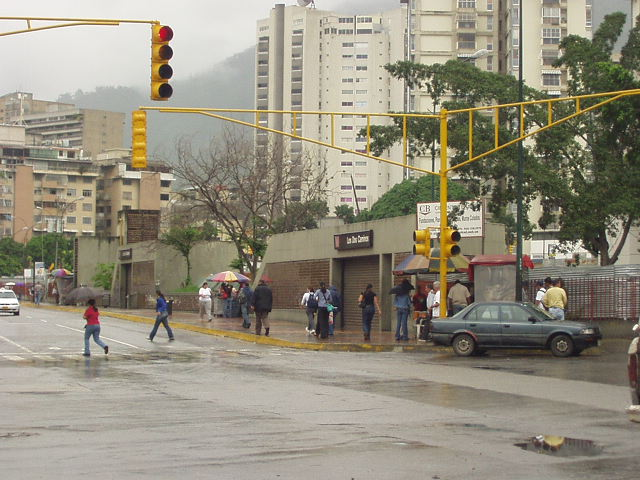
ショッピングセンターの跡地と駅出口 (2004年6月)

ロス・ドス・カミーノス駅（ロス・ドス・カミーノスえき、Estación Los Dos Caminos）は、ベネズエラのカラカスにあるカラカス地下鉄1号線の地下鉄駅である。ミランダ州スクレ市レオンシオマルティネス区にある。ロス・ドス・カミーノスはスペイン語で「二つの道（通り）」を意味する。

## 駅の構造
地下2階が島式1面2線のホーム、地下1階が改札と切符売り場である。出口は5か所。うち、「セントロ・コメルシアル・ロス・ドス・カミーノス」というショッピングセンターへの出口が2つあるが、2004年現在その店は存在せず、塀に囲まれた空き地になっている。駅はラ・カルロータ通りの下に、通りと直角に交差する形で位置し、この通り沿いに3つの出口がある。うち1つは南のフランシスコ・デ・ミランダ通りとの交差点にある。

## 駅の周辺
駅の周辺は住宅地である。駅周辺と、フランシスコ・デ・ミランダ通り沿いに商店があるが、商店街というほどには密集していない。

## 歴史
- 1988年4月23日 1号線の延長により開業した。当時はこの駅が終点。[1]
- 1989年11月19日 1号線が東にパロ・ベルデ駅まで延長した。

## 隣の駅
パルケ・デル・エステ駅 - ロス・ドス・カミーノス駅 - ロス・コルティホス駅